# Jan Hofman
Jan Hofman (* 14. srpna 1986) je český herec.

## Život
V roce 2007 maturoval na hudebně dramatickém oddělení Pražské konzervatoře, 6. ročník dokončil v roce 2009. S bývalými spolužáky z této školy hraje v muzikálu Marie Doležalové Krysy. Působí také ve skupině historického tance Campanello a hraje ve hře Café Chyba. Pochází z jihočeského města Třeboň a nyní žije stejně jako jeho bratr fotograf Pavel Hofman v Praze.
8. června 2009, při příležitosti zakončení studia na konzervatoři (tzv. konzervování), získal Jan Hofman spolu se spolužačkou Petrou Doležalovou od Nadace Život umělce Cenu Zuzany Navarové. V červnu 2011 dokončil natáčení hlavní role v celovečerním filmu Proces doktorky Kalendové, a to do cyklu autorských detektivních filmů rež. Zdeňka Zelenky, ztvárňuje zde roli dvojnásobného vraha.

## Role

### Filmy
- Na Plech, 2025

- Každý milion dobrý, 2016
- ONEMANSHOW: The Movie, 2023

### Seriály
- Bazén
- Kriminálka Anděl
- Ulice
- Velmi křehké vztahy
- Ach, ty vraždy!
- Lovci záhad
- Semestr, 2016

### Divadlo

#### Divadlo Konzervatoře
- Tři v tom, 2007–2009 – Pandolfo
- Yvonna, princezna Burgundská, 2008–2009 – král Ignác
- Eurydika, 2008–2009 – Orfeus
- Liliomfi, 2008–2009 – kočovný herec Szelemfi

#### Divadlo Na Prádle
- Krysy, 2009 – mafián Roger
- Zápalka, aneb noc v kabaretu, 2010 – Šohaj

#### Strašnické divadlo
- Mauglí (Knihy džunglí) (2005–2006)
- Popcorn (2006–) – Wayne
- Škola pro ženy (2006–) – Horác
- Julius Caesar (2009–) – Lucius
- Second Head (2009–) – Jan
- Tři v tom (obnovená premiéra hry Divadla Konzervatoře, 25. října 2009) – Pandolfo

#### Švandovo divadlo na Smíchově
- studio DVA: Tichý hlas (2008–) – Billy
- Casanova v lázních, 2009 – Tito
- Peníze od Hitlera, 2009 – Bratr Adin Lauschmann
- KAI / ABE 2011, 2011 – Abe

#### Divadlo Letí
- Rtuť (2006)

#### Stavovské divadlo
- Arkádie (2006–2008) – Gus Coverly

#### Divadlo ABC
- Veselé paničky windsorské (2005–2007) – Robin, páže Falstaffa
- Luis Nowra: Noc bláznů (2010), divadelní společnost Nevítaní – režisér Lewis

#### Divadlo na Vinohradech
- Julius Caesar (Na Vinohradech zkráceně Caesar) (2011) – Metellus